# Roman Shvartsman
Roman Markovich Shvartsman (Shvartsman Rubén Mordkovich)(Raión de Bershad, región de Vinnytsia, 7 de noviembre de 1936), es el presidente de Odessa regional de la asociación de judíos de la ex prisioneros de los guetos y campos de concentración nazi.
El vicepresidente de la Ucraniana de la Asociación de judíos de la ex prisioneros de los guetos y campos de concentración nazi, que preside el Zabarko Boris Mikhailovich.
El vicepresidente del consejo de odessa de la sociedad de la cultura y de la gerente de la vida socio-cultural del centro.

## Biografía
Roman Markovich Shvartsman, nació en 1936, en una sencilla familia judía, en la ciudad de Bershad, región de Vinnytsia. La familia tenía nueve hijos, el séptimo era Roman Shvartsman. Mi madre era ama de casa, mi padre trabajaba como guardia de seguridad en la fábrica de alcohol Bershad. Cuando terminó la Segunda Guerra Mundial, todos los documentos de archivo y personales fueron quemados y luego el médico de la policlínica regional realizó un examen externo para restaurar la edad de Roman.
Después de la guerra, en 1945, de nueve años de la novela fue en la primera clase de Bershad de la escuela secundaria. En 1955 se traslada a odesa, donde ingresa en la escuela de formación profesional nº 2, en la especialidad de mecánico-recolector, que se graduó en el año de 1956.
A partir de 1957 a 1963, estudió en odessa instituto de ingenieros de la armada (Marina de la universidad), en la especialidad de ingeniero mecánico. Su vida laboral la novela comenzó en odessa fábrica Polygraphmash, donde trabaja en la actualidad. En el libro de trabajo a una entrada.
En 1959, la novela se casó.
En 1992 la novela se convirtió en miembro de la organización internacional de ex prisioneros de los guetos y campos de concentración, que fue fundada en odesa, en el año 1991. Hasta el día de hoy se mantiene constante, y la miembro de la organización.
En 1993, en el segundo congreso, los miembros de la organización internacional decidieron establecer asociaciones regionales de ex prisioneros del ghetto y campos de concentración, y trasladar la sede del sindicato internacional a Moscú. En 1991, se estableció la Asociación Regional de Odessa de ex presidiarios del ghetto, donde Roman era el vicepresidente, que en ese momento era Leonid Souchon.
En 2002, en la conferencia regional de Odessa sobre los resultados del trabajo de la asociación, Roman fue elegido, el presidente de la asociación, cuyo líder es y hasta el día de hoy. Él promueve eventos ceremoniales anuales en la Plaza Prokhorovsky, dedicado al Día Internacional de Recordación del Holocausto, que el mundo entero celebra el 27 de enero; el día internacional de la liberación de los prisioneros de los campos de concentración se celebra anualmente el 12 de abril, así como la celebración de eventos sobre el Holocausto en el centro cultural judío "Beit Grand", actividades educativas en escuelas, universidades y televisión. Es un invitado honorario de conferencias internacionales dedicadas al Holocausto.
Participa activamente en el desarrollo y la mejora del trabajo del Museo del Holocausto, creado por la Asociación de Prisioneros e inaugurado en 2009.

## Recuerdos del Holocausto
En 1941, toda Ucrania estuvo ocupada por tropas alemanas y rumanas. En los primeros días de la guerra, el padre y el hermano mayor de Roman Shvartsman, fueron al frente. A principios de julio, una madre, con ocho hijos pequeños, intentó evacuar. Después de dos semanas de intentos de evacuación, fueron forzados a regresar a sus hogares debido a la activa ofensiva de las tropas fascistas.
A fines de julio y principios de agosto, los alemanes ingresaron a la ciudad de Bershed. Y a principios de septiembre, por decreto del comandante de la administración alemana en la ciudad, se organizaron dos guetos, uno de los cuales era la familia Romana.
Los judíos de Besarabia y las áreas cercanas a la mentira de la región de Vinnytsia fueron deportados al gueto de Bershad.
El número total de judíos fue de 25,000. Para el período de junio de 1941 a marzo de 1944. Los fascistas alemanes y rumanos destruyeron 13871 judíos.
Durante la ocupación, en 1942, mientras trabajaba en la reparación del puente sobre el río Dohno, de las manos de los guardias rumanos, uno de los hermanos mayores de Roman recibió disparos. Un poco más tarde, esta historia formó la base de una de las películas del director israelí Boris Mavtser.
Las condiciones de vida insoportables en el ghetto dejaron su impronta en la vida.
El 29 de marzo de 1944, la ciudad de Bershad fue liberada por el Ejército Rojo.
En 1945, después de la liberación de Europa de la plaga fascista, el padre de Roman de Berlín se movilizó para la guerra contra Japón. El hermano mayor de Roman, que fue al frente, no regresó con vida. Y solo en 1953, la familia recibió un funeral que heroicamente falleció en el frente norte, defendiendo a Leningrado. Su nombre está incluido en el "Libro negro", cuyos autores fueron Vasily Grossman, Ilya Ehrenburg.

## Premios
- Orden «De Mérito» 1 grados[14]

- Orden «De Mérito» 2 grados[15]

- Orden «De Mérito» 3 grados[16]

- Orden de diferencia laboral

- Orden del "Ingeniero Mecánico Honorario"

- Signo distintivo antes, Odessa

- Las medallas conmemorativas Públicos y mérito Internacional

- Honorable insignia de honor Alcalde de la ciudad de Odessa "Gloria Laboral"[17][18]

## Actividades sociales

### Asociación regional de Odessa de ex prisioneros de guetos y campos de concentración
En Odessa, se estableció el primer congreso constituyente, en el que se estableció la Unión Internacional de judíos - ex prisioneros del ghetto y campos de concentración nazis. Y solo después de unos años se abrieron esas asociaciones en Kiev y Moscú. 
En 1991, se estableció la Asociación Regional de Odessa de ex prisioneros y campos de concentración del ghetto.
El objetivo principal de la asociación es unir a los judíos: ex prisioneros del ghetto y campos de concentración nazis durante la Segunda Guerra Mundial, protección de sus derechos, libertades e intereses, coordinación de actividades de asociaciones, ubicado en el territorio de Odessa y la región de Odessa.  Las tareas de la asociación son la resistencia al fascismo, extremismo y otras manifestaciones de discriminación racial, la identificación de lugares de exterminio masivo de judíos en el período la Segunda Guerra Mundial, perpetuando la memoria de las víctimas del genocidio, perpetuación y búsqueda de personas que salvaron judíos, con el objetivo de otorgarles el título de Justos entre las Naciones.

### Monumentos a las víctimas del Holocausto
La actividad del presidente de la organización regional de Odessa de ex prisioneros del ghetto y campos de concentración Roman Markovich Shvartsman, cuyos esfuerzos permitieron establecerse en Odessa, las regiones de Odessa y Mykolaiv contienen más de 30 monumentos y signos conmemorativos dedicados a la memoria de los judíos, que fueron asesinados en el Holocausto.
En memoria de las víctimas del Holocausto en Lustdorf Road, 27 se construyó un Complejo Memorial, donde cada año el 23 de octubre tiene lugar un mitin de luto.
En este sitio, se encontraron tres sitios adicionales con restos, y probablemente hay otros dos. Los invasores rumanos y alemanes quemaron a 25,000 niños judíos, mujeres y ancianos.

En cualquier lugar donde excaves, encontrarás huesos: dientes y calaveras y es terrible
 Roman Shvartsman

En la plaza Prokhorovsky, en el sitio del monumento a las víctimas del Holocausto (el camino de la muerte), creado por un prisionero del gueto de Bogdanovsky por Yakov Maniovich, bajo el liderazgo de Roman Shvartsman, se toman medidas regularmente para cuidar los monumentos y callejones de las personas justas del mundo.
En 2016 en la ciudad de Balta en la plaza central un monumento a las víctimas del Holocausto, un complejo conmemorativo para las víctimas del Holocausto y los Justos entre los Pueblos del Mundo, incluida la Reina de Rumania, Elena.
Y también los monumentos están abiertos en el pueblo de Domanevka, pueblo Bogdanovka, en Belgorod-Dnestrovsky, Sovran, Tarutino y muchos otros asentamientos del territorio de Transistriya.
En el territorio de Transnistria, unos 240 mil judíos fueron asesinados por los nazis.  En 2015 en el pueblo Hvozdavka2 fue encontrado una fosa común con restos de unos 3.500 judíos.
Donde, en consecuencia, también se instaló un letrero conmemorativo.

Hay varios miles de judíos ejecutados por los nazis
 Roman Shvartsman,La Prensa Asociada

## Creación del Museo del Holocausto
Apertura oficial del Museo del Holocausto en Odessa (Museo de "Holocausto - Víctimas del fascismo" en Odesa) se llevó a cabo el 22 de junio de 2009.
Roman Shvartsman, presidente de la asociación de ex prisioneros de los campos de concentración y guetos, dijo:

Este museo debería convertirse en una escuela, una universidad para jóvenes, para que entiendan lo que es el Holocausto

Actualmente, el museo tiene más de 4 mil exhibiciones. Durante unos años, desde la inauguración, el museo fue visitado por cerca de 20 mil personas de diversos países: embajadores, diplomáticos, líderes regionales y de la ciudad, estudiantes y escolares, y personas que recuerdan o quieren aprender sobre la terrible tragedia llamada Holocausto.